# 1080i

Comparação entre resoluções de vídeo

1080i é um nome estenográfico para um formato de vídeo. O número 1080 significa 1080 linhas horizontais de resolução vertical, enquanto a letra i significa entrelaçado (interlaced, em inglês), ou varredura não- progressiva. 1080i pode ser considerado como um modo de vídeo de HDTV. O termo geralmente assume uma relação de largura e altura de 16:9 – widescreen – , indicando uma resolução horizontal de 1920 pixels e um quadro de 1920×1080, ou aproximadamente 2,07 milhões de pixels, e um campo de resolução de 1920×1080 / 2 (isto porque é entrelaçado), ou aproximadamente 1,04 milhão de pixels.
A frequência em hertz pode ser decorrente do contexto ou especificada após a letra i. As duas frequências mais comumente usadas são 25 e 30 Hz, com o formato 1080i25 geralmente sendo usado em países que utilizam o formato PAL e SECAM (Europa, Austrália, grande parte da Ásia, África), e mais recentemente 1080i30 em países do formato NTSC (e.g. Estados Unidos da América, Canadá, Japão, Brasil, grande parte das Américas). Independente das variantes, pode ser transportada para a maior parte dos formatos de TV digital: ATSC, DVB e ISDB.
1080i é diretamente compatível com HDTVs CRT e foi criado especificamente para os televisores analógicos, embora elas nunca tenham entrado no mercado em grande escala. 1080i é compatível com as novas televisões digitais (plasma, LCD, LED e OLED) 720p e 1080p, mas deve ser desentrelaçada primeiro para ser mostrada na resolução nativa da televisão. Como 1080i é entrelaçado, significa que uma imagem em 60 (países que usaram o NTSC) ou 50 (países que usaram o PAL ou SECAM) quadros por segundo tem de ser dividida em duas, impondo um limite a taxa de quadros a 25 (países que usaram o PAL ou SECAM) ou no máximo 30 (países NTSC) quadros por segundo na respectiva resolução. Já em 720p ou 1080p é possível transmitir em até 60 quadros por segundo.
Por causa da revisão do formato NTSC quando cores se tornaram disponíveis, o field rate dos atuais broadcasts 1080i é geralmente 0,1% mais lento que o sugerido. Por exemplo, uma transmissão de 1080i30 ou "30 Hz" na verdade mostra cerca de 29,97 campos por segundo. Respectivamente as linhas de frequência 24/30/60 e 23,976/29,97/59,94 são suportadas pelos modelos atuais.
O formato 1080i50 ou 60 é utilizado como padrão na transmissão de radiodifusão (broadcasting) na televisão digital terrestre, a cabo e via satélite. Algumas emissoras preferem o 720p, pois os jogos esportivos e imagens com movimentação rápida a uma taxa de até 60 quadros por segundo é possível em 720p, enquanto em 1080i somente é possível até 30 quadros por segundo. Outra razão pela preferência de 720p se dá porque a imagem progressiva não precisa desentrelaçar, enquanto 1080i a imagem os quadros nunca são apresentados totalmente, cenas em que a ação acontece muito rapidamente podem ficar um pouco borradas, apresentando o que os técnicos de vídeo chamam de “artefatos”.
Há comparações entre 720p e 1080i sobre qual é o melhor. No caso da televisão digital, a programação não exige uma alta taxa de quadros por segundo. As televisões modernas entendem apenas sinais digitais e progressivos. Portanto a imagem entrelaçada, seja em qualquer resolução, tem de ser desentrelaçada e depois convertida para a resolução nativa da televisão digital. Dependendo do processador da televisão, esse processo pode ser bem feito e o telespectador não perceberá diferenças entre o sinal entrelaçado e o progressivo. Caso ele seja mal feito, irá aparecer na televisão os "artefatos" da imagem, o que pode ser perceptível e incomodar em imagens com muitos movimentos. Além do mais, em televisores com resolução nativa com 1080p ou 2160p, o desentrelaçamento em geral é bem feito, já televisores com resolução nativa menores que 1080p, os "artefatos" podem aparecer.
Portanto em televisores com 1080p ou 2160p de resolução nativa, a televisão digital via terrestre/satélite/cabo em 1080i é superior a 720p, pois 1080i é facilmente convertido para 1080p ou 2160p. Já em televisores com resolução nativa em 720p ou inferior, a resolução 720p é melhor que em 1080i, pois a conversão de 1080i para uma resolução inferior é mais trabalhoso e irá gerar uma perda na qualidade de imagem. Já no caso dos games, eles exibem imagens rápidas que em muitos games podem chegar a 50 ou 60 quadros por segundo, portanto o 720p sempre será superior ao 1080i nos games, já que em imagens com alta taxa de quadros a resolução entrelaçada gera os "artefatos" com mais frequência.

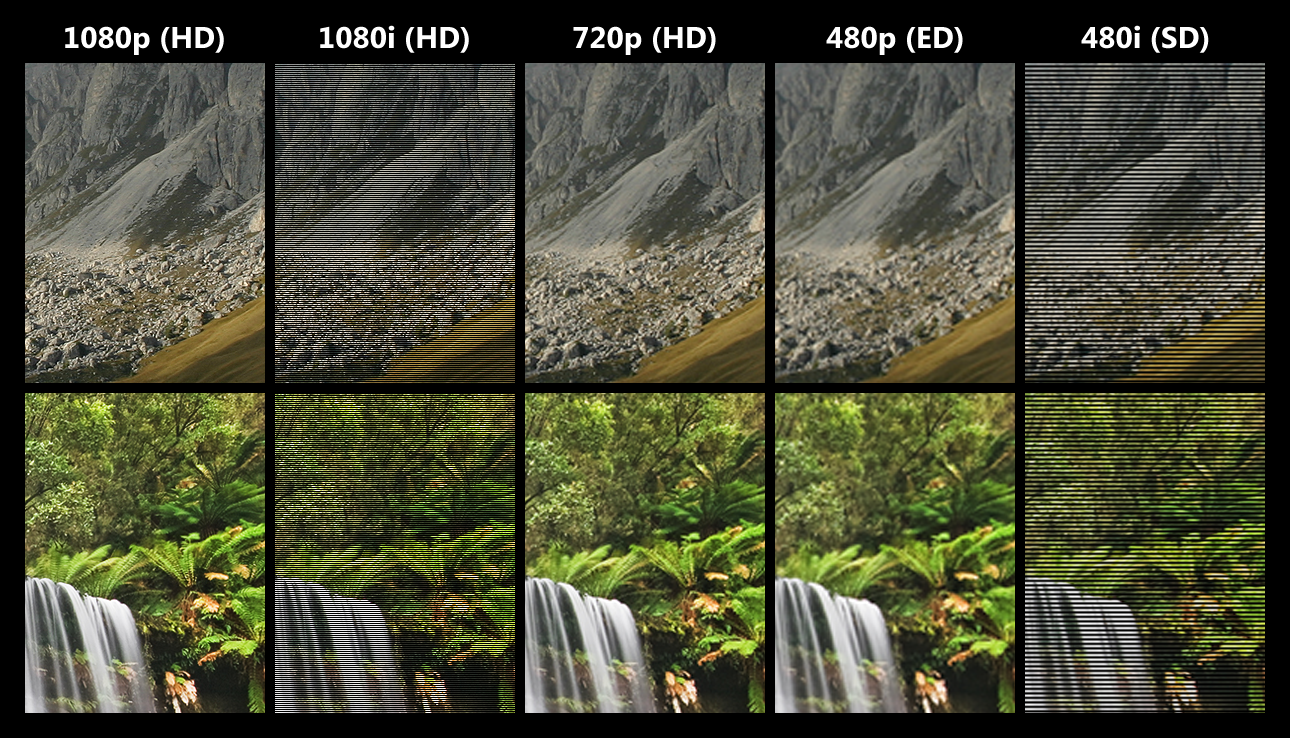
Uma comparação entre resoluções de alta definição (HD, de High definition), definição aprimorada (ED, de Enhanced definition) e definição padrão (SD, Standard definition) visualizadas num painel 1080p sem o processo de desentralaçamento. Fotografia melhor visualizada no tamanho completo para comparação mais apropriada dos formatos – esta imagem de amostra deve ser evitada, pois reduz o efeito visual nas imagens entrelaçadas e gera a impressão de escurecer as figuras. De fato a fotografia em tamanho completo teve seu brilho compensado para os exemplos de imagens entrelaçadas. As fotografias originais utilizadas neste comparativo são Passo di Giau.jpg e Russell Falls 2.jpg.